# Dome S103
Chronologie des modèles
Dome S102.5
La Dome S103 est une voiture de course fabriquée par le constructeur japonais Dome et développée pour le règlement des Le Mans Prototype de l'Automobile Club de l'Ouest. Elle est engagée par l'écurie britannique Strakka Racing dans la catégorie LMP2 sur les trois premières manches du championnat du monde d'endurance FIA 2015.

## Histoire en compétition
En 2014, le Strakka Racing annonce son engagement dans la catégorie LMP2 avec la nouvelle Dome S103. L'auto sera motorisée par Nissan. La Dome S103 effectue son premier roulage sur l’aérodrome de Turweston. L'équipe est ensuite attendue au Prologue (essais officielles du championnat du monde d'endurance FIA), qui a lieu sur le circuit Paul-Ricard mais l'équipe n'y est pas présente. Le Strakka Racing organise finalement trois journées d'essais sur le circuit Paul-Ricard entre le 9 et le 11 avril avant de devoir annoncer qu'elle manquera les manches prévues à Silverstone puis Spa,. Finalement, l'écurie ne participe pas aux 24 Heures du Mans et reporte son engagement jusqu'à la dernière manche du championnat où elle sera également absente. De nombreux soucis techniques on vraisemblablement posés problème à l'écurie tout au long de la saison.
2015 marque les véritables début en compétition de la Dome S103 aux 6 Heures de Silverstone où elle obtient une troisième place à la suite du déclassement de l'une des deux voitures de Extreme Speed Motorsports. 
La Dome n’effectuera que deux courses supplémentaire en 2015. Elle obtient une sixième place aux 6 Heures de Spa. Puis, après un changement de manufacturier pneumatique qui voit l'équipe passer de Michelin à Dunlop, la Dome S103 abandonne aux 24 Heures du Mans sur problèmes de boîte de vitesses. Le retrait de la Dome S103 en compétition fait suite au souhait de l'écurie d'engager une LMP1 de sa propre conception à compter de la saison 2017. En effet, le Strakka Racing engagera dorénavant une Gibson 015S-Nissan à partir des 6 Heures du Nürburgring.